# 西聖加布里埃爾
19°23′42″S 54°33′57″W / 19.39500°S 54.56583°W
西聖加布里埃爾（葡萄牙語：São Gabriel do Oeste）是巴西的城鎮，位於該國西部，由南馬托格羅索州負責管轄，始建於1980年5月12日，面積3,865平方公里，海拔高度658米，2010年人口22,203，人口密度每平方公里5.75人。